# El juego de los abalorios
El juego de los abalorios o El juego de abalorios (título completo: El juego de los abalorios. Ensayo de biografía de Josef Knecht, 'magister ludi', seguido de los escritos que dejó; en alemán: Das Glasperlenspiel. Versuch einer Lebensbeschreibung des Magister Ludi Josef Knecht samt Knechts hinterlassenen Schriften) es una novela escrita por Hermann Hesse y publicada en 1943. Fue la última de sus obras editada en vida del autor, tres años antes de recibir el Premio Nobel de Literatura. 
Ambientada en un tiempo futuro  (en el siglo XXV o XXVI, dos mil años después de la existencia de san Benito de Nursia) en una provincia llamada Castalia dedicada por entero a la actividad intelectual, está narrada por un biógrafo que cuenta la vida de Josef Knecht, magister ludi (maestro de juegos) de la Orden del Juego de los Abalorios, un ejercicio intelectual que pretende relacionar todos los saberes de la humanidad. La obra tiene rasgos de novela utópica y también de novela de formación (en la tradición alemana de la bildungsroman).